# 清水河县
清水河县为内蒙古自治区呼和浩特市下所辖一个县。县人民政府设于城关镇。

## 沿革
县名由该县境内清水河而来，该地也为仰韶文化起源地之一。清末在归化城土默特境内设清水河厅管轄流入的漢人移民，民国初年北洋政府改为清水河县。沿用至今。

## 行政区划
清水河县下辖4个镇、4个乡：
城关镇、宏河镇、喇嘛湾镇、老牛湾镇、窑沟乡、北堡乡、韮菜庄乡和五良太乡。

## 人口
根據第七次人口普查數據，截至2020年11月1日零時，清水河縣常住人口76674人。

清水河境内的汉语方言主要属于晋语大包片。

## 产业
主要经济来源是农业，耕地65万亩，主要农作物有稻米、豌豆、马铃薯。
由于紧邻鄂尔多斯准格尔旗，所以清水河县也有一定的煤炭资源，目前有两座年产60万吨级的煤矿在开采中。

## 交通
- 109国道、 209国道过境。